# アメリカスズカケノキ
アメリカスズカケノキ（亜米利加鈴懸の木・米国篠懸の木、学名: Platanus occidentalis）は、スズカケノキ科スズカケノキ属の落葉高木である。公園などに植えられる。
英名は American sycamore で、buttonwood（和名：ボタンノキ）とも呼ばれる。日本でプラタナスとよばれる樹種（スズカケノキ、モミジバスズカケノキ、アメリカスズカケノキ）のうちのひとつで、この3種の中で葉の切れ込みが最も浅くて葉身が大きいのが特徴。和名の由来は、北アメリカの原産で、果実の姿が山伏が首からさげていた鈴飾りに似ていることによる。

## 特徴
落葉広葉樹の高木で、高さは40メートル (m) ほどになる。大気汚染に強く、生長が早い。樹皮は幹の下部が暗褐色で縦に割れ、上部では灰褐色で斑紋状に剥がれる。幹は他のプラタナスほど斑ではない。枝はやや太く、茶褐色で皮目がある。托葉痕が枝を一周する。
葉は長さ7 - 20センチメートル (cm) 、幅8 - 22 cmの掌形で、浅く3裂から5裂する。葉身はコウモリが羽を広げたような形をしており、秋には黄葉し、黄褐色に色づいて葉柄ごと落葉する。
雌雄同株。雄花は黄緑色で、雌花は赤色。果実は集合果で、綿毛が密集した直径3 cmほどの球形で、長い果柄に1個つき、秋に熟す。
冬芽は葉柄内芽で、長さ5 - 10ミリメートル (mm) の卵形をしており、芽鱗は1枚である。葉痕は冬芽を取り囲み、維管束痕は多数ある。枝先の仮頂芽は、側芽よりもやや小さい。

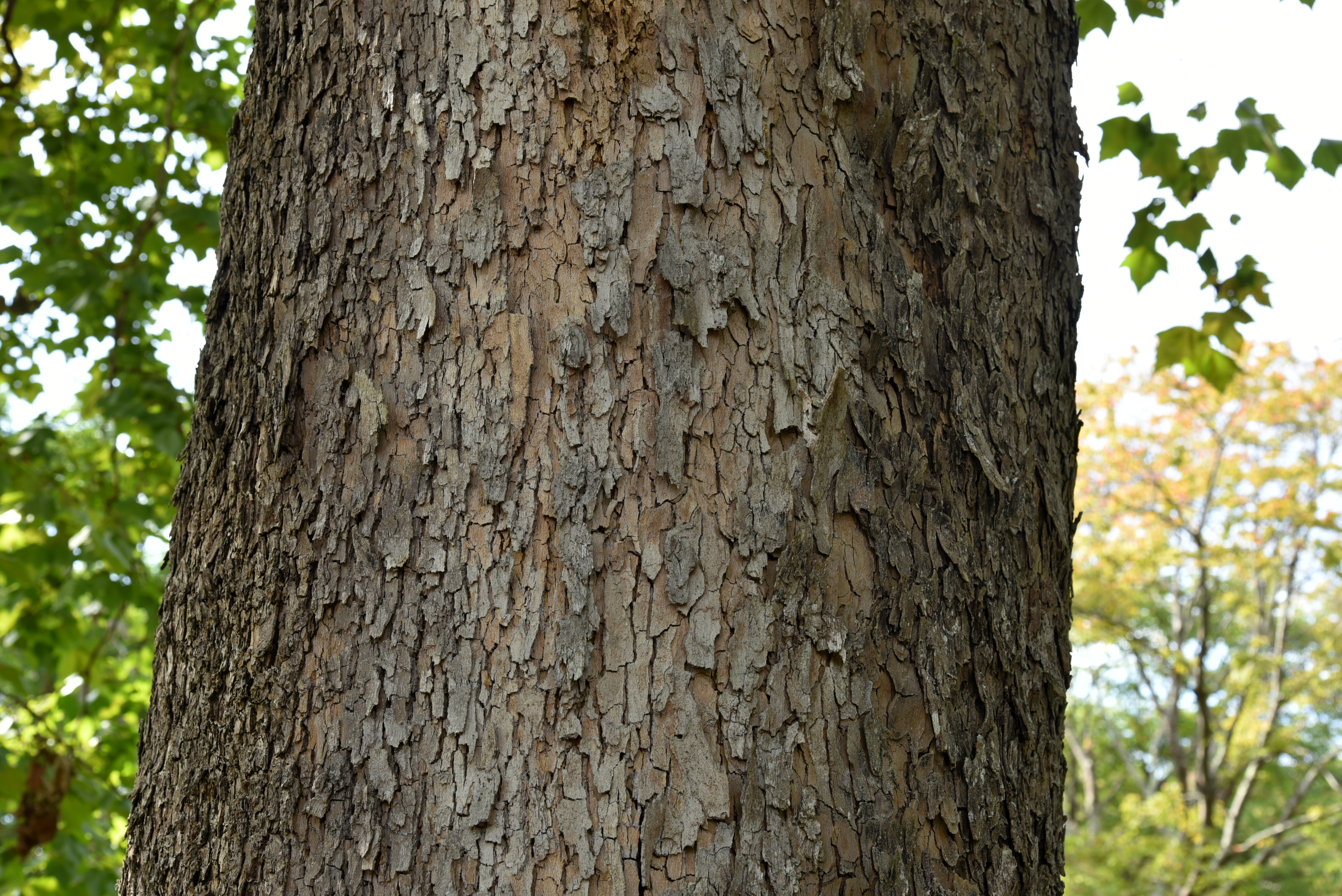
樹皮
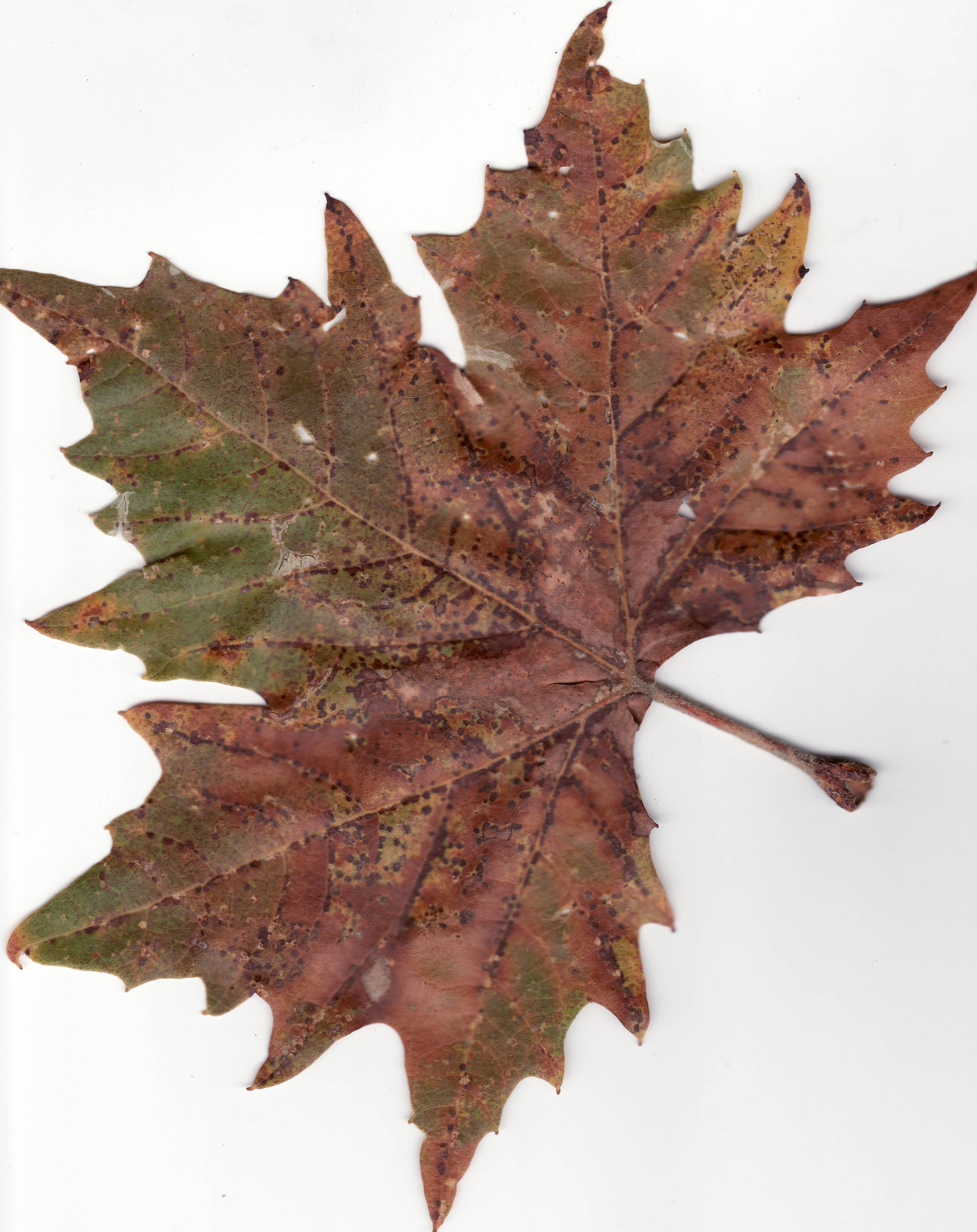
葉
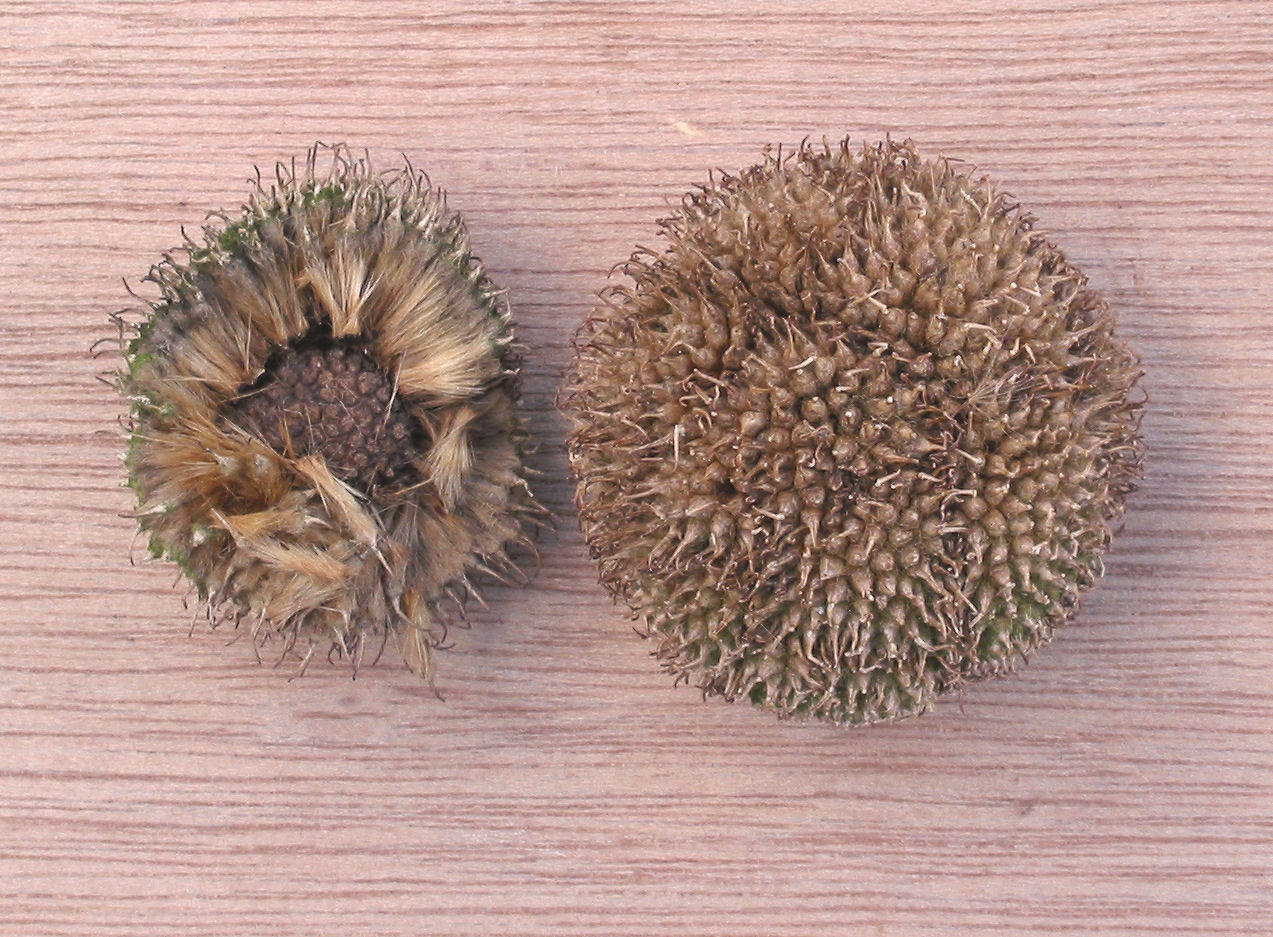
果実

## 分布・生育地
北アメリカ東部原産。日本には明治時代末に渡来し、日本全土に分布する。

## 利用
日本で街路樹や公園樹として使われる。プラタナス（スズカケノキの仲間）の中でも、街路樹としての利用は少ない。日本でもっともよく見かけられるプラタナスであるモミジバスズカケノキは、本種とスズカケノキの雑種である。